# Genevieve (film)

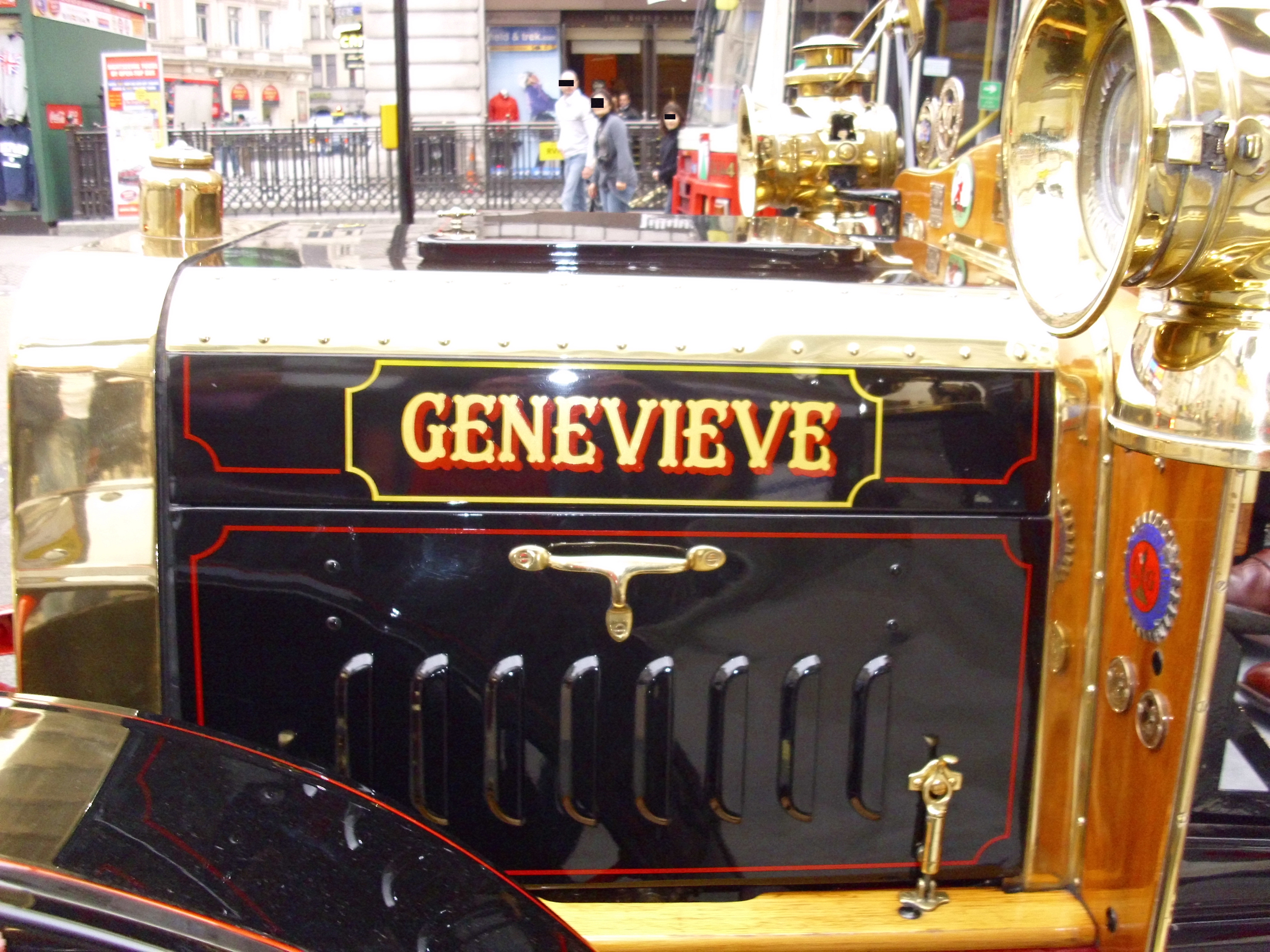
Inscripția pe vehiculul original

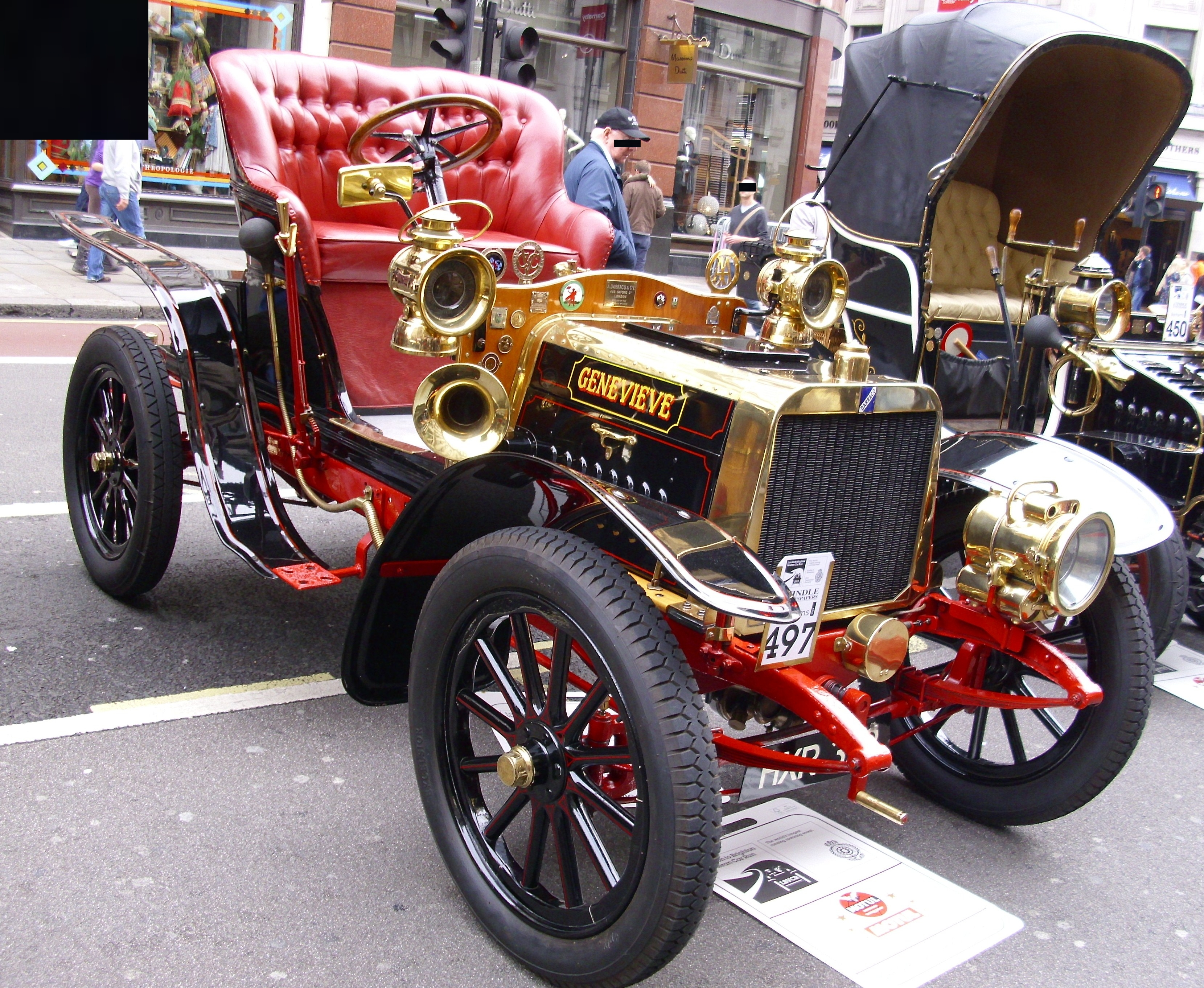
Automobilul Darracq 1904 (Genevieve)

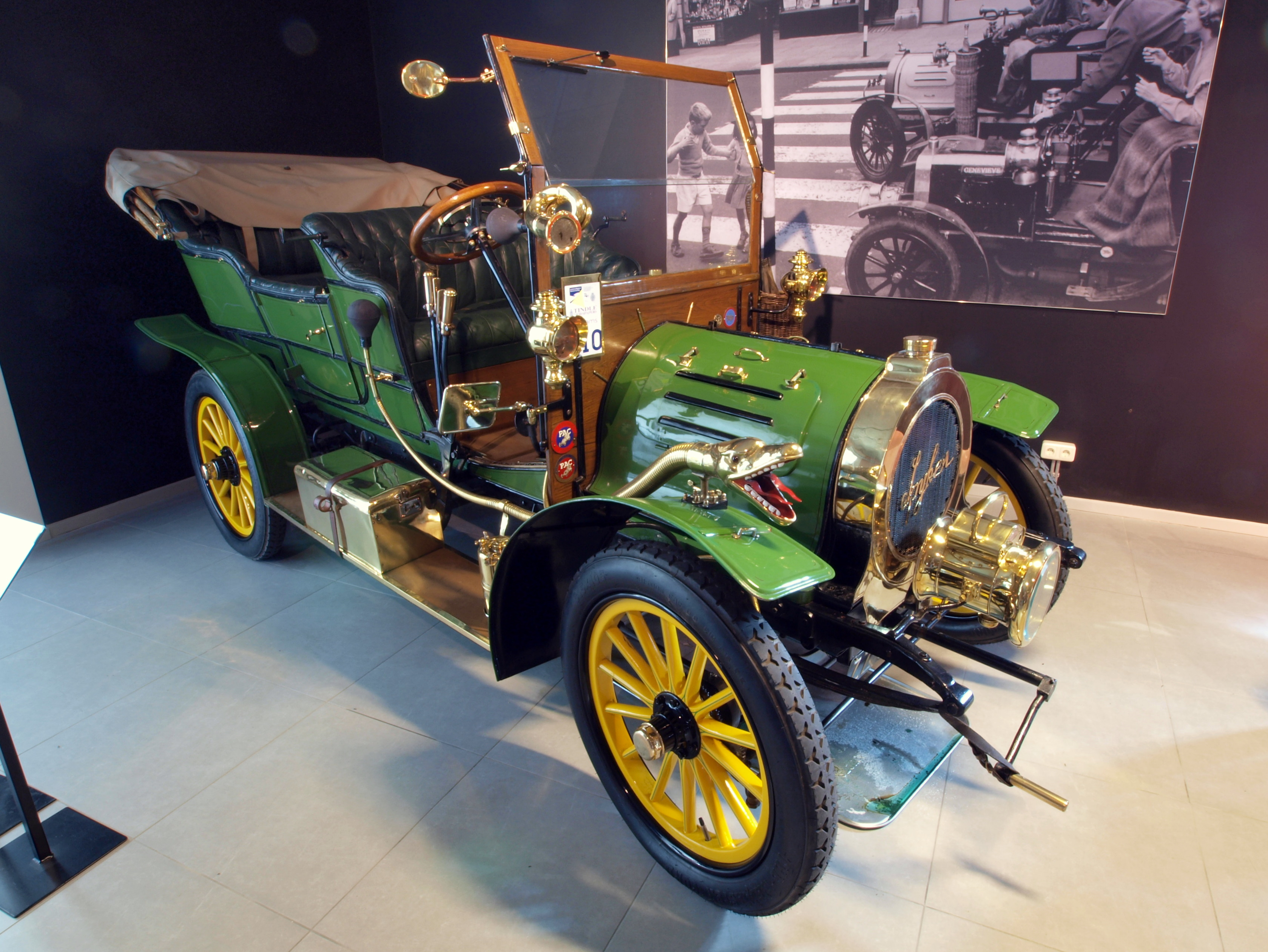
Automobil Spyker (1905)

Genevieve (titlul original: în engleză Genevieve) este un film de comedie englez, realizat în 1953 de regizorul Henry Cornelius, după romanul omonim al scriitorului William Rose, protagoniști fiind actorii John Gregson, Dinah Sheridan, Kenneth More și Kay Kendall.

## Rezumat
Două mașini veterane și echipajele lor participă la cursa anuală de mașini oldtimer de la Londra la Brighton. Alan McKim, un tânăr avocat, și soția sa Wendy, conduc automobilul „Genevieve”, un Darracq din 1904. Prietenul lor Ambrose Claverhouse, un vânzător de publicitate neagreat, cea mai recentă iubită a lui, fotomodelul Rosalind Peters și animalul ei de companie St. Bernard participă cu un Spyker din 1905.
În timp ce Ambrose și Rosalind nu au nicio problemă să conducă la Brighton, familia McKim au tot felul de probleme și avarii la automobil și prin urmare ajung târziu la Brighton. Frustrat, Alan anulează rezervarea la hotel, așa că cei doi trebuie să doarmă în mașină.
Alan și Wendy se întâlnesc cu Ambrose și Rosalind care beau la bar. Beată, Rosalind vrea insistent să cânte la trompetă cu formația localului și interpretează melodia „Genevieve” după care o apucă somnul. Alan și Wendy se ceartă pentru că Ambrose pare interesat de Wendy. Enervat, Alan intră în garaj și își petrece noaptea lucrând la Genevieve. Când apare Ambrose, Alan furios îl provoacă la un pariu pe 100 de lire sterline că se va întoarce la Londra mai repede decât Ambrose. Destinația este Podul Westminster.
Cele două mașini pornesc în dimineața următoare cu Rosalind mahmură în Spyker și Wendy dezaprobatoare în Darracq. Deși ambii șoferi sunt convinși de performanța mașinii lor, se aajunge la înșelăciune. Ambrose sabotează motorul lui Alan iar Alan îl face pe Ambrose să fie oprit de poliție. Într-o suburbie a Londrei West Drayton, cei doi adversari care erau bară la bară, sunt opriți de poliția rutieră. După un test de alcoolemie, ambii șoferi primesc o avertizare. La obiecția lui Wendy, pariul este anulat, spunând că ar prefera o petrecere. Dar după o nouă ceartă apare deja un alt argument și pariul este continuat.
Cele două mașini se întrec prin suburbiile de sud ale Londrei. Dar cu doar câțiva metri înainte de final, Genevieve se defectează. Pe măsură ce mașina lui Ambrose este pe cale să o depășească, anvelopele ei se blochează în liniile de tramvai și ne mai putând fi manevrată, Spyker o ia în altă direcție. Frânele Genevievei se deblochează, iar mașina se rostogolește câțiva metri pe Westminster Bridge, câștigând astfel pariul.

## Distribuție
- John Gregson – Alan McKim
- Dinah Sheridan – Wendy McKim
- Kenneth More – Ambrose Claverhouse
- Kay Kendall – Rosalind Peters
- Geoffrey Keen – un polițist de la circulație
- Reginald Beckwith – J.C. Callahan
- Arthur Wontner – domnul în vârstă
- Joyce Grenfell – proprietara de hotel
- Leslie Mitchell – el însuși, comentatorul de știri
- Michael Balfour – trompetistul (nemenționat)
- Stanley Escane – comentatorul de știri (nemenționat)
- Fred Griffiths – vânzătorul de înghețată (nemenționat)
- Charles Lamb – vameșul (nemenționat)
- Arthur Lovegrove – portarul hotelului (nemenționat)
- Edward Malin – un spectator (nemenționat)
- Edie Martin – un oaspete al hotelului (nemenționat)
- Michael Medwin – viitorul tată (nemenționat)
- Harold Siddons – alt polițist de la circulație (nemenționat)
- Patrick Westwood – mecanicul de motoare (nemenționat)

## Premii și nominalizări
- Premiile Oscar 1955
  - Nominalizare la Cel mai bun scenariu original pentru William Rose
  - Nominalizare la Cea mai bună coloană sonoră pentru Larry Adler
- Globul de Aur 1955
  - Cel mai bun film într-o limbă străină
- Premiile BAFTA 1956
  - Cel mai bun film britanic
  - Nominalizare la Cel mai bun actor britanic – Kenneth More

British Film Institute a clasat în 1999 filmul Genevieve drept al 86-lea cel mai bun film britanic din toate timpurile.